# Zanzibar (protectorat)
Pour les articles homonymes, voir Zanzibar.
1890–1963
Entités précédentes :
- Sultanat de Zanzibar

Entités suivantes :
- État de Zanzibar

Le Zanzibar était un protectorat britannique créé en 1890, héritier du sultanat de Zanzibar et devenu indépendant le 10 décembre 1963 pour former l'État de Zanzibar.
Le protectorat britannique sur Zanzibar fut instauré de facto lors de la signature en 1890 du traité de Heligoland-Zanzibar entre les Britanniques et les Allemands. Il s'étendait sur les îles de Pemba et Unguja, la capitale, Zanzibar, se trouvant sur cette dernière. Il accéda à l'indépendance le 10 décembre 1963 sous la pression populaire.

## Géographie
Le protectorat de Zanzibar s'étendait sur deux des îles principales de l'archipel de Zanzibar, Pemba et Unguja, mais n'a jamais contrôlé la troisième île principale de cet archipel : Mafia.

## Histoire

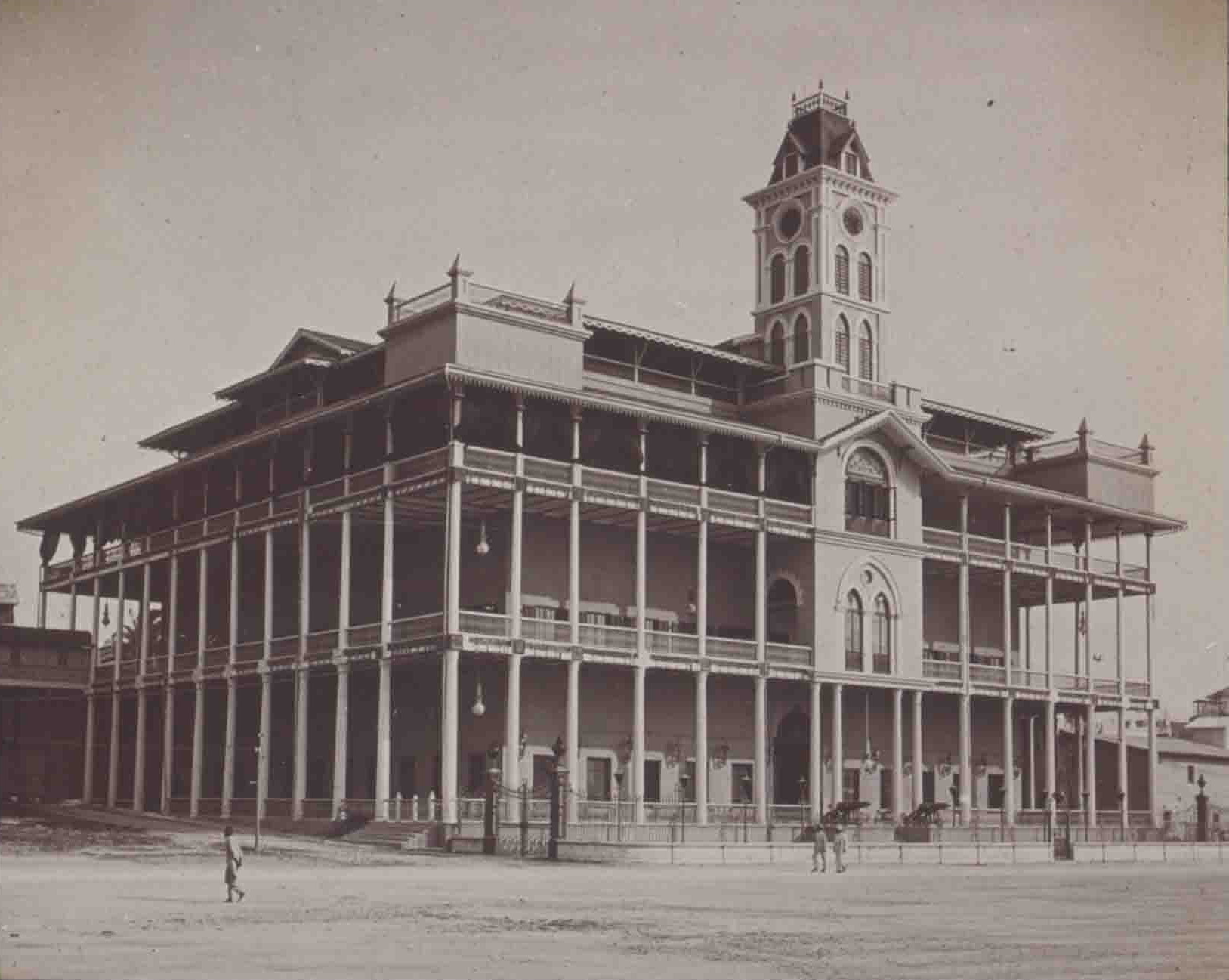
Beit al-Ajaib à Zanzibar, 1907

À la fin du XIXe siècle, le sultanat du Zanzibar, affaibli depuis plusieurs années par une économie moribonde, ne peut empêcher le démantèlement de ses possessions sur le continent africain par les grandes puissances coloniales de l'époque : Portugal mais surtout Royaume-Uni et Allemagne. En 1890, le traité de Heligoland-Zanzibar permet un échange de territoires : l'Allemagne reçoit du Royaume-Uni l'archipel de Heligoland situé en mer du Nord en échange de l'abandon définitif de ses vues expansionnistes sur le sultanat de Zanzibar qui devient de facto et malgré lui un protectorat britannique.
Alors que le commerce ne cesse de décliner avec le transfert du principal centre commerçant d'Afrique de l'Est à Mombasa par les Britanniques en 1893, un gouvernement constitutionnel est instauré à Zanzibar avec Sir Lloyd Mathews (en) comme Premier ministre, le protectorat émet son premier timbre en novembre 1895, des journaux en arabe, swahili, en ourdou mais aussi en anglais comme La gazette de Zanzibar et de l'Afrique de l'Est sont imprimés.
Le sultan Ali bin Said, dernier fils de sa fratrie et au pouvoir depuis peu, meurt en mars 1893 sans désigner de successeur, instaurant par là même une période de lutte pour le trône. Afin de ne pas laisser le sultanat sans dirigeant, les Britanniques y installent Hamad ibn Thuwaïni bin Saïd Al-Bousaïd, son neveu, un fils du sultan omanais Thuwaïni ibn Saïd décédé en 1866, alors que deux autres prétendants attendaient d'être nommés : Khalid ibn Bargach et Hamoud bin Mahomed bin Saïd, des neveux de Thuwaïni. Les Mazruis, une famille rivale de la famille en place, tentent quant à eux de prendre le pouvoir par un coup d'État en 1895 mais ils échouent et sont emprisonnés à Dar es Salam.
Hamad meurt finalement en 1896 et Khalid ibn Bargach, réussissant presque à prendre à son tour le pouvoir, est chassé par les Britanniques et trouve refuge à Dar es Salam après ce qui est qualifié de la « guerre la plus courte de l'histoire ». C'est alors Hamoud bin Muhammed, un cousin de Hamad, qui est placé sur le trône le 27 août 1896. Sous son règne qui durera jusqu'en 1902, il signera le dernier des nombreux traités abolissant l'esclavage et la traite des Noirs le 5 avril 1897. Son fils, Ali bin Hamud, âgé de 18 ans et qui fut envoyé en Angleterre pour y poursuivre des études, lui succède à sa mort le 18 juillet 1902. Grand voyageur, notamment en Europe, sa santé fragile l'oblige à abdiquer le 16 décembre 1911 en faveur de son cousin Khalifa bin Harub qui lui règnera jusqu'en 1960.
Son règne débute alors avec l'établissement en 1913 d'un Conseil du protectorat présidé par le sultan, le poste de vice-président étant occupé par le consul britannique. Lorsque débute la Première Guerre mondiale en 1914, l'ensemble des colonies allemandes à travers le monde sont rapidement envahies et confisquées, y compris l'Afrique orientale allemande qui deviendra le Ruanda-Urundi et le Tanganyika, ce qui a pour effet que Zanzibar est peu affecté par la Grande Guerre. En revanche, il souffre plus conséquemment de la Seconde Guerre mondiale par l'effet de pénuries et ce bien qu'il ne s'engage pas militairement dans le conflit.
À l'issue du conflit, les autorités britanniques permettent à la population locale de participer à la vie politique du protectorat avec l'autorisation de constituer des partis politiques qui voient rapidement le jour et qui participent aux premières élections se déroulant en 1957. Deux partis politiques se dégagent alors : l'ASP (Afro Shirazi Party, anciennement Afro Shirazi Union) dont l'électorat est principalement formé de Noirs et le ZNP (Zanzibar Nationalist Party) dont l'électorat est majoritairement formé d'Arabes.
En octobre 1960, le fils du sultan, Abdullah bin Khalifa, lui succède après sa mort. Un mois après, il met en place une nouvelle constitution régissant l'élection des membres du Conseil législatif. Les élections ont lieu en janvier et en juin 1961 au cours desquelles le ZPP (Zanzibar & Pemba people) remporte treize sièges et l'ASP dix, déclenchant des émeutes raciales. L'instauration d'une autonomie politique à Zanzibar devenant inévitable, les Britanniques instaurent un gouvernement autonome en juin 1963. Le mois suivant, Abdullah décède et son fils Jamshid bin Abdullah prend sa place. C'est sous son règne, lui aussi très court, que Zanzibar accède à l'indépendance le 10 décembre 1963.
L'indépendance du Zanzibar sera néanmoins de courte durée car des événements vont précipiter son union avec le Tanganyika, indépendant lui depuis décembre 1961, pour former la Tanzanie en 1964.

## Politique
Les premiers sultans de Zanzibar sont connus à partir de 1806. Le dernier est renversé en 1964.
Les vizirs britanniques n'en portaient que le titre. Il s'agissait en fait de représentants de la Couronne qui conseillaient les familles omanaises régnantes pour conduire le pays vers plus de démocratie et un développement plus conforme aux intérêts britanniques.
| Nom                  | Début de règne | Fin de règne |
| -------------------- | -------------- | ------------ |
| Ali bin Saïd         | 1890           | 1893         |
| Hamad ibn Thuwaïni   | 1893           | 1896         |
| Khalid ibn Bargach   | 1896           | 1896         |
| Hamoud ibn Mohammed  | 1896           | 1902         |
| Ali bin Hamud        | 1902           | 1911         |
| Khalifa bin Harub    | 1911           | 1960         |
| Abdullah bin Khalifa | 1960           | 1963         |
| Jamshid bin Abdullah | 1963           | 1964         |

| Nom                        | Début de mandat | Fin de mandat |
| -------------------------- | --------------- | ------------- |
| Sir Lloyd William Matthews | 1890            | 1901          |
| A. S. Rogers               | 1901            | 1906          |
| Arthur Raikes              | 1906            | 1908          |
| Francis Barton             | 1908            | 1913          |

| Nom             | Début de mandat | Fin de mandat |
| --------------- | --------------- | ------------- |
| Francis Pearce  | 1913            | 1922          |
| John Sinclair   | 1922            | 1923          |
| Alfred Hollis   | 1923            | 1929          |
| Richard Rankine | 1929            | 1937          |
| John Hall       | 1937            | 1940          |
| Henry Pilling   | 1940            | 1946          |
| Vincent Glenday | 1946            | 1951          |
| John Rankine    | 1951            | 1954          |
| Henry Potter    | 1954            | 1959          |
| Arthur Mooring  | 1959            | 1963          |